# Dubthach Dóel Ulad
 (signalé en juin 2025).
Si vous disposez d'ouvrages ou d'articles de référence ou si vous connaissez des sites web de qualité traitant du thème abordé ici, merci de compléter l'article en donnant les références utiles à sa vérifiabilité et en les liant à la section « Notes et références ».
- Archive Wikiwix
- Bing
- Cairn
- DuckDuckGo
- E. Universalis
- Gallica
- Google
- G. Books
- G. News
- G. Scholar
- Persée
- Qwant
- (zh) Baidu
- (ru) Yandex
- (wd) trouver des œuvres sur Wikidata

Dubthach Dóel Ulad, surnommé le « bousier d’Ulster » dans la mythologie celtique irlandaise, est un « file » (druide) de la cour du roi Conchobar Mac Nessa. Son surnom provient de son habitude de semer systématiquement la zizanie et de proférer des injures gratuitement.
Dans le Cycle d'Ulster, après que Conchobar ait assassiné les trois fils d’Usnech et la fin tragique de Deirdre, il quitte la cour avec d’autres guerriers Ulates de premier plan, dont Cormac Cond Longas, le fils ainé de Conchobar et Fergus Mac Roeg. Il se réfugie en Connaught à la cour de la reine Medb et du roi Ailill. Il est entraîné dans la « razzia des vaches de Cooley » (Táin Bó Cúailnge) où il combat l’armée d’Ulster, aux côtés des souverains du Connaught.
Il est célèbre pour avoir massacré toutes les jeunes filles d’Emain Macha.